# Neomys milleri
Neomys milleri är ett däggdjur i släktet vattennäbbmöss som förekommer i Europa och glest fördelad i västra Asien. Populationen infogades fram till 2015 i sumpnäbbmus. På grund av genetiska avvikelser godkänns den som art.
Utbredningsområdet sträcker sig från nordöstra Spanien till Ukraina, västra Ryssland och Balkanhalvön. I norr når arten centrala Frankrike, södra Tyskland och södra Polen. Små avskilda populationer finns i norra Frankrike, norra Polen, Baltikum, asiatiska Turkiet och Iran. Denna näbbmus lever i låglandet och i bergstrakter upp till 1850 meter över havet. Den vistas i träskmarker, på ängar som tidvis översvämmas, nära vattendrag och vid dammar. Födan utgörs antagligen av mjuka ryggradslösa djur som insektslarver, spindeldjur och daggmaskar.
Beståndet hotas av torrläggning av våtmarker och av bekämpningsmedel som hamnar i vattnet. Hela populationen minskar men den är fortfarande stor. IUCN listar arten som livskraftig (LC).